# Парра, Вальдо Леонидас
Вальдо Леонидас Пара Писарро (родился 2 декабря 1965 года) — чилийский адвокат, доктор наук, профессор и писатель. Он также является автором бестселлеров в стране. Известен благодаря серии «Масоны и освободители».
В 2016 году он опубликовал первую часть трилогии «Масоны и освободители» (издательство Planeta). Затем, в 2017 году, он выпустил вторую часть. В 2018 году была опубликована третья часть.
С 2000 года он является членом Исследовательского института истории Хосе Мигеля Каррера, а с 2012 года — членом Ассоциации анализа эволюции права.
В настоящее время он является адвокатом Апелляционного суда Сан-Мигель и преподавателем права в Чилийском университете и Университете Габриэлы Мистраль.

## Биография
Вальдо родился 2 декабря 1965 года в Сантьяго, Чили.
В детстве он переехал с семьей в Пунта-Аренас, где учился в школе сестер Святого Иосифа.
Вернувшись в Сантьяго, он продолжил обучение в немецкой школе Сантьяго и, после окончания, поступил на юридический факультет Католического университета Чили. В 1996 году он получил степень в области права и социальных наук, а в 1997 году стал адвокатом. В 2003 году он получил степень магистра в области экономического права в Чилийском университете, а в 2009 году — степень магистра права. В 2012 году он защитил докторскую диссертацию по праву в Католическом университете Чили. В 2011 году он был приглашен в качестве исследователя в Калифорнийский университет в Санта-Барбаре, где провел исследование в США.
С 2012 года он преподает право в Чилийском университете, а с 2017 года также в Университете Габриэлы Мистраль. С 2018 года он работает адвокатом в Апелляционном суде Сан-Мигель.

## Литературная карьера
В 2016 году он опубликовал первую книгу в серии «Масоны и освободители» под названием «Масоны и освободители — Рассвет Республики» (El amanecer de la República).
В 2017 году была опубликована вторая книга под названием «Масоны и освободители — Тайна церкви» (El secreto de la Logia).
В 2018 году была опубликована последняя часть под названием «Масоны и освободители — Наследие героев» (El legado de los Héroes).
Он участвовал в Международной книжной ярмарке Сантьяго (FILSA) в 2016 и 2017 годах.
Его книги продаются в основных книжных магазинах Чили и доступны в формате электронной книги.

## Публикации

### Серия «Масоны и освободители»
- Масоны и освободители — Рассвет Республики (2016)
- Масоны и освободители — Тайна церкви (2017)
- Масоны и освободители — Наследие героев (2018)